# 朱諾 (喬治亞州)
朱諾（英語：Juno）是位於美國喬治亞州道生縣的一個非建制地區。該地的面積和人口皆未知。

## 地理
朱諾的座標為34°28′33″N 84°11′39″W / 34.47583°N 84.19417°W，而該地的平均海拔高度為455米（即1493英尺）。